# Кнедла
Кнедла (от немски: knödel) е ястие от варено картофено тесто, пълно със сливи, популярно в страните от Централна и Източна Европа, особено в Полша, Унгария, Словакия и Чехия. Ястието се яде като десерт, основно ястие или гарнитура.

## Наименования
- на английски: сливови кнедли, дъмплинг
- на унгарски: szilvásgombóc[1], със синонима гьомбьок[2]
- на словенски: slivovi cmoki, чмоки[2]
- на словашки: slivkové knedle[1]
- на немски: Zwetschgenknödel, кньодел[2]
- на австрийски немски: Zwetschkenknödel
- на чешки: švestkové knedlíky, кнедлик[2]
- на полски: Knedle ze śliwkami[3]
- на румънски: Gomboții cu prune[4]
- на сърбохърватски: Knedle od šljiva, Knedle sa šljivama или алтернативно Gomboce във Войводина, кнедле[2]
- на италиански: канедерли[2]
- на люксембургски: книдел[2]